# Centro cultural La Bóbila

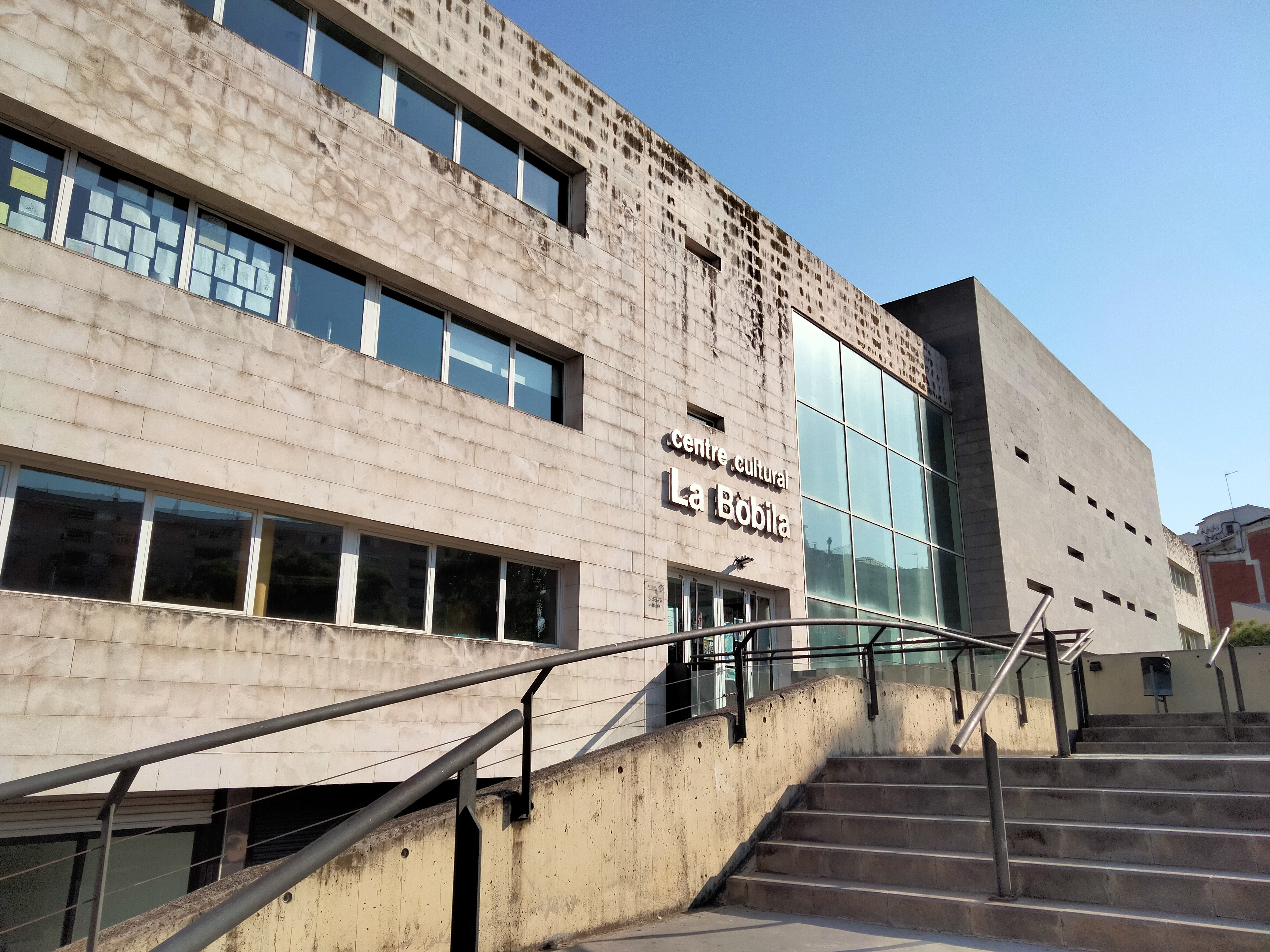
Sede del centro cultural La Bóbila.

El Centro Cultural La Bóbila, es un equipamiento cultural que pertenece al Área de Cultura del Ayuntamiento de Hospitalet de Llobregat. Se considera, en términos generales, un centro cultural polivalente territorial.
Es un espacio de iniciación al aprendizaje, intercambio y estímulo para el desarrollo de la creatividad artística individual y col.lectiva.Un centro cultural de proximidad, sensible a la nueva realidad cultural de los barrios, que integra creación y consumo, diversidad y interculturalidad, formación, información y participación, facilitador de la cohesión social.
Las líneas de trabajo, principalmente, son:
- La formación, a través de los programas de iniciación a los lenguajes artísticos del Centro de las Artes.
- El soporte a la creación, dentro del ámbito de las artes escénicas, la música y las artes visuales (fotografía).
- El soporte al tejido asociativo.
- La difusión cultural.

El Centro Cultural La Bóbila tiene una vocación de ámbito de ciudad y de ser un gran equipamiento de consumo cultural del Área territorial.

## Historia
El espacio que actualmente ocupa el Centro Cultural y La Biblioteca La Bóbila fue, desde principios del s. XX, sede de diferentes fábricas de ladrillos, tejas y baldosas, y de aquí asumió el nombre de Bóbila. Esta gran plaza o parque urbano está situada entre dos municipios que comparten el espacio, Hospitalet y Esplugas de Llobregat, y entre dos distritos que crecieron con los flujos migratorios de los años 60 y 70 del siglo XX, conformados mayoritariamente por gente de Andalucía, Extremadura y Galicia.
Con la llegada de la democracia, estos terrenos, que ya hacía muchos años que habían abandonado su actividad industrial y eran simples descampados, fueron adquiridos por la Corporación Metropolitana con el objetivo de preservarlos de la especulación inmobiliaria y destinarlos a espacios públicos. También durante esta época, a las reivindicaciones vecinales aparece constantemente la reclamación de un Aula de Cultura que ya existía en el  barrio de la Florida.
Estas reivindicaciones, sin embargo, no se hicieron realidad hasta los años 90, cuando las tres administraciones, Generalidad de Cataluña (propietaria de los terrenos al disolverse la Corporación Metropolitana), Diputación de Barcelona y Ayuntamiento de Hospitalet acuerdan conceden la finalidad y financiación de los futuros equipamientos. En 1997 se inaugura el Club de Esplai Pubilla Casas - Can Vidalet (situado en la zona sur del edificio), en 1999 se inaugura la Biblioteca (situada en la zona norte) y en 2002 se inaugura, finalmente, el Centro Cultural (situado en el centro).